# Partia Przemysłowców i Przedsiębiorców Ukrainy
Partia Przemysłowców i Przedsiębiorców Ukrainy (ukr. Партія промисловців і підприємців України, PPPU) – ukraińska partia polityczna.

## Historia
Powstała 9 lutego 2000 w Kijowie, zarejestrowana została w kwietniu tego samego roku. Założyła struktury we wszystkich 25 obwodach Ukrainy, jak również w Kijowie i Sewastopolu. Powołała ją grupa działaczy skupionych wokół Anatolija Kinacha, wówczas pierwszego wicepremiera i działacza NDP. Nowe ugrupowanie reprezentowało głównie interesy Ukraińskiego Związku Przemysłowców i Przedsiębiorców, na czele którego Anatolij Kinach stanął w 1996.
W wyborach parlamentarnych w 2002 partia uzyskała kilka mandatów w ramach koalicji Za Jedyną Ukrainę, jednak nie odgrywała większej roli. W wyborach prezydenckich w 2004 wystawiła swojego lidera, który uzyskał niespełna 1% głosów. Po pierwszej turze Anatolij Kinach razem z PPPU przeszedł na stronę Wiktora Juszczenki, biorąc aktywny udział w pomarańczowej rewolucji.
Po zwycięstwie Wiktora Juszczenki i zmianie władzy w Najwyższej Radzie Ukrainy doszło do rozpadu kilku „prokuczmowskich” frakcji. Umożliwiło to PPPU powołanie swojego klubu deputowanych 25 marca 2005.
W wyborach parlamentarnych w 2006 partia brała udział w Bloku Nasza Ukraina, uzyskując około 10 mandatów. 
W marcu 2007 Anatolij Kinach objął funkcję ministra gospodarki w rządzie Wiktora Janukowycza, a PPPU została wykluczona z Naszej Ukrainy. Przejście przemysłowców na stronę koalicji rządowej doprowadziło do odejścia z partii m.in. deputowanego Mykoły Oniszczuka.
W wyborach parlamentarnych w 2007 Anatolij Kinach i jego zastępca, były minister polityki przemysłowej w jego rządzie, Wasyl Hurejew, znaleźli się na liście Partii Regionów, formalnie jako bezpartyjni. Kierowanie partią przejęła Ludmyła Denysiuk, zastępczyni mera Kijowa. PPPU nie wystawiła własnych list wyborczych. W 2009 na czele ugrupowania stanął Ołeksandr Korobczynski, zabity 5 stycznia 2011. W późniejszym czasie Anatolij Kinach ponownie objął kierownictwo partii.